# Trasporto di membrana
Con il termine trasporto di membrana ci si riferisce a diversi processi attraverso i quali la cellula è in grado di permettere l'attraversamento delle membrane biologiche alle molecole che non sono in grado di diffondervi autonomamente.

## Le membrane biologiche
La membrana cellulare è deputata allo svolgimento di almeno quattro importanti funzioni: 
- permettere il passaggio selettivo delle molecole destinate ad entrare all'interno della cellula (ad esempio ossigeno, glucosio o altre sostanze coinvolte nel rifornimento energetico);
- consentire l'uscita verso la matrice extracellulare delle sostanze da eliminare, che possono essere tossiche per la cellula;
- impedire che agenti esterni possano danneggiare fisicamente i componenti interni della cellula;
- mantenere costante il pH del citosol.

### Composizione e struttura della membrana

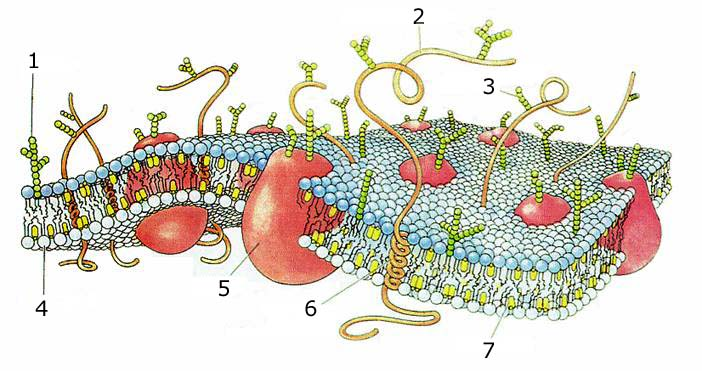
Membrana cellulare

Le membrane cellulari, sono costituite essenzialmente da un doppio strato di lipidi. I lipidi che concorrono alla formazione del doppio strato lipidico, sono: fosfolipidi, steroli, glicerofosfolipidi e sfingolipidi. 
- I fosfolipidi, costituiti da due code carboniose (apolari o idrofobe) e da una testa polare (idrofila), si dispongono secondo uno schema testa-coda-coda-testa, minimizzando il contatto con le molecole polari come l'acqua. Le teste polari (possono formare un legame idrogeno) sono rivolte verso l'ambiente acquoso extracellulare ed intracellulare.
- Gli steroli concorrono al controllo della fluidità delle membrane in funzione della temperatura di transizione.

Nelle membrane cellulari sono presenti anche numerose proteine, in quantità notevolmente minore a quella dei lipidi. Rispetto alla porzione lipidica, tuttavia, tali molecole hanno solitamente funzioni non semplicemente strutturali. Esse infatti possono permettere la comunicazione con l'ambiente extracellulare e consentire il passaggio di molecole specifiche.

#### Comunicazione con l'ambiente extracellulare
Le cellule necessitano di comunicare con l'ambiente extracellulare, in modo da organizzare al loro interno le attività molecolari che possono regolare un determinato processo o evento biochimico.
Tale comunicazione può avvenire tramite segnali molecolari, che vengono trasportati da molecole segnale specifiche come ormoni o proteine.
Sulla faccia esterna della membrana cellulare sono presenti numerose proteine che svolgono la funzione di recettore, affinché queste molecole segnale vengano riconosciute della cellula. Ogni recettore, ha una conformazione particolare e specifica, capace di accogliere e di stabilire dei legami solo con una determinata molecola segnale.

#### Passaggio di molecole specifiche
Le membrane sono in grado di selezionare le molecole che devono entrare all'interno della cellula affinché possano soddisfare le esigenze nutrizionali e mantenere l'omeostasi cellulare: il mantenimento costante del pH, ad esempio, è garantito grazie all'entrata di ioni H+ e ioni OH-.
Il passaggio di sostanze specifiche è consentito da specifici canali proteici, o semplicemente per diffusione di sostanze lipidiche attraverso la membrana.
Pertanto, è possibile distinguere due tipi di trasporti delle sostanze differenti: trasporto passivo e trasporto attivo.

## Trasporto passivo
Il trasporto passivo consiste nel passaggio di molecole secondo gradiente. Per tale passaggio non è richiesto l'utilizzo di energia biochimica (come ATP). Esso può essere mediato da proteine di membrana. Questo tipo di trasporto può essere di due tipi differenti: diffusione semplice, diffusione facilitata.

### Diffusione semplice
La diffusione semplice è un tipo di trasporto che non necessita di nessun sistema proteico. Le molecole apolari come gli ormoni steroidei, l'ossigeno molecolare e l'anidride carbonica sono capaci di diffondere facilmente attraverso il doppio strato lipidico. Le molecole apolari passano facilmente perché la zona interna della membrana è costituita da catene idrocarburiche. Anche piccole molecole polari (purché non zwitterioniche) come l'acqua, l'urea, il glicerolo e l'etanolo e l'indolo riescono a passare pur con una certa difficoltà. Nonostante la sua forte polarità l'acqua riesce a passare perché essendo molto piccola si insinua fra le molecole apolari. In questo tipo di trasporto, il gradiente di concentrazione è favorevole, ed è di segno positivo. Non c'è pertanto una spesa energetica in termini di ATP per spingere la molecola dall'altra parte della membrana.

### Diffusione facilitata

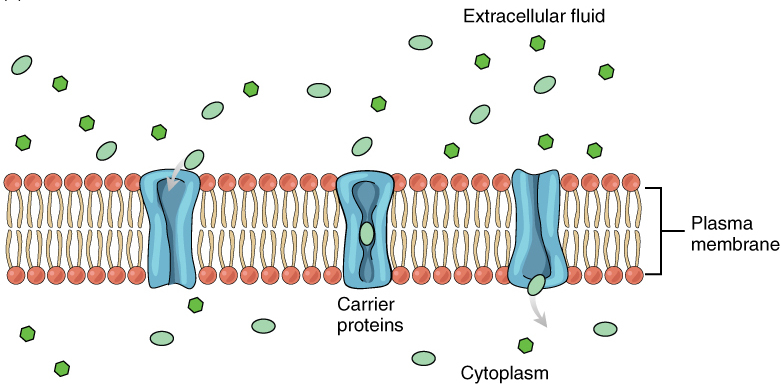
Diffusione facilitata

La diffusione facilitata ha, come integrali della membrana, delle proteine canale o delle proteine carrier che facilitano e velocizzano il passaggio di una specifica molecola o di uno specifico ione, attraverso la formazione di legami deboli, necessari per facilitare il rilascio della molecola dall'altra parte della membrana. Zuccheri semplici e amminoacidi passano attraverso i carrier mentre gli ioni generalmente passano soprattutto attraverso i canali. 
Anche in questo tipo di trasporto, il gradiente di concentrazione è favorevole, ed è di segno positivo, pertanto non c'è una spesa energetica (in termini di ATP) per spingere la molecola dall'altra parte della membrana.

### Osmosi

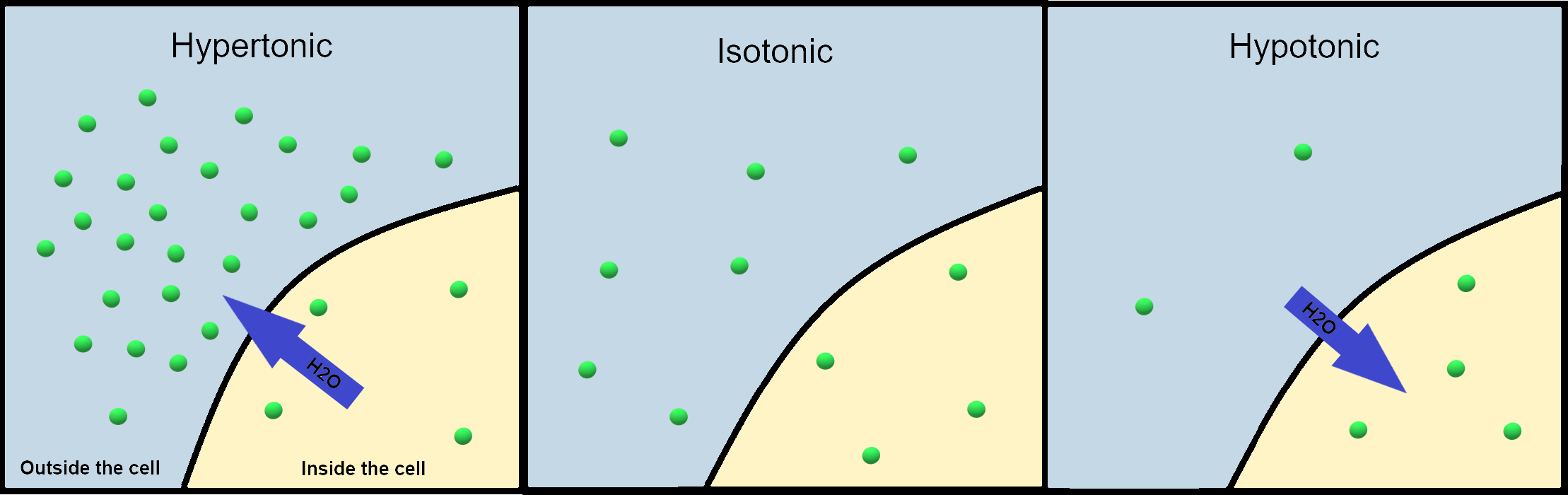
Equilibri osmotici

L'osmosi rappresenta un tipo particolare di diffusione facilitata in cui sono le molecole di un solvente (e non quelle del soluto) a permeare la membrana attraverso proteine-canale. Quando una membrana non fa passare le molecole di soluto ma solo quelle di solvente (che nel caso delle membrane biologiche è acqua) allora la membrana si dice semipermeabile per quel soluto specifico. La membrana plasmatica, ad esempio, è semipermeabile per molti soluti.
Quando esiste un gradiente di concentrazione ai lati di una membrana semipermeabile le molecole di soluto non possono diffondere dall'area a concentrazione maggiore a quella a concentrazione minore. Si assiste, dunque, al fenomeno dell'osmosi, cioè al passaggio delle molecole di solvente dall'area a minor concentrazione di soluto a quella a maggior concentrazione di soluto, in modo da diluire la soluzione più concentrata e annullare il gradiente di concentrazione.
In generale, quindi l'osmosi riguarda soprattutto il trasporto facilitato delle molecole d'acqua attraverso proteine-canale, che nella fattispecie sono dette acquaporine (notare che le molecole d'acqua sono polari, ma piccole quantità attraversano lo strato idrofobico della membrana).

## Trasporto attivo
Il trasporto attivo permette il passaggio di soluti contro gradiente di concentrazione. Tale passaggio è mediato da proteine di membrana che richiedono l'utilizzo di energia biochimica (ATP). Questo tipo di trasporto può essere ulteriormente suddiviso in diverse tipologie: trasporto attivo primario e trasporto attivo secondario.

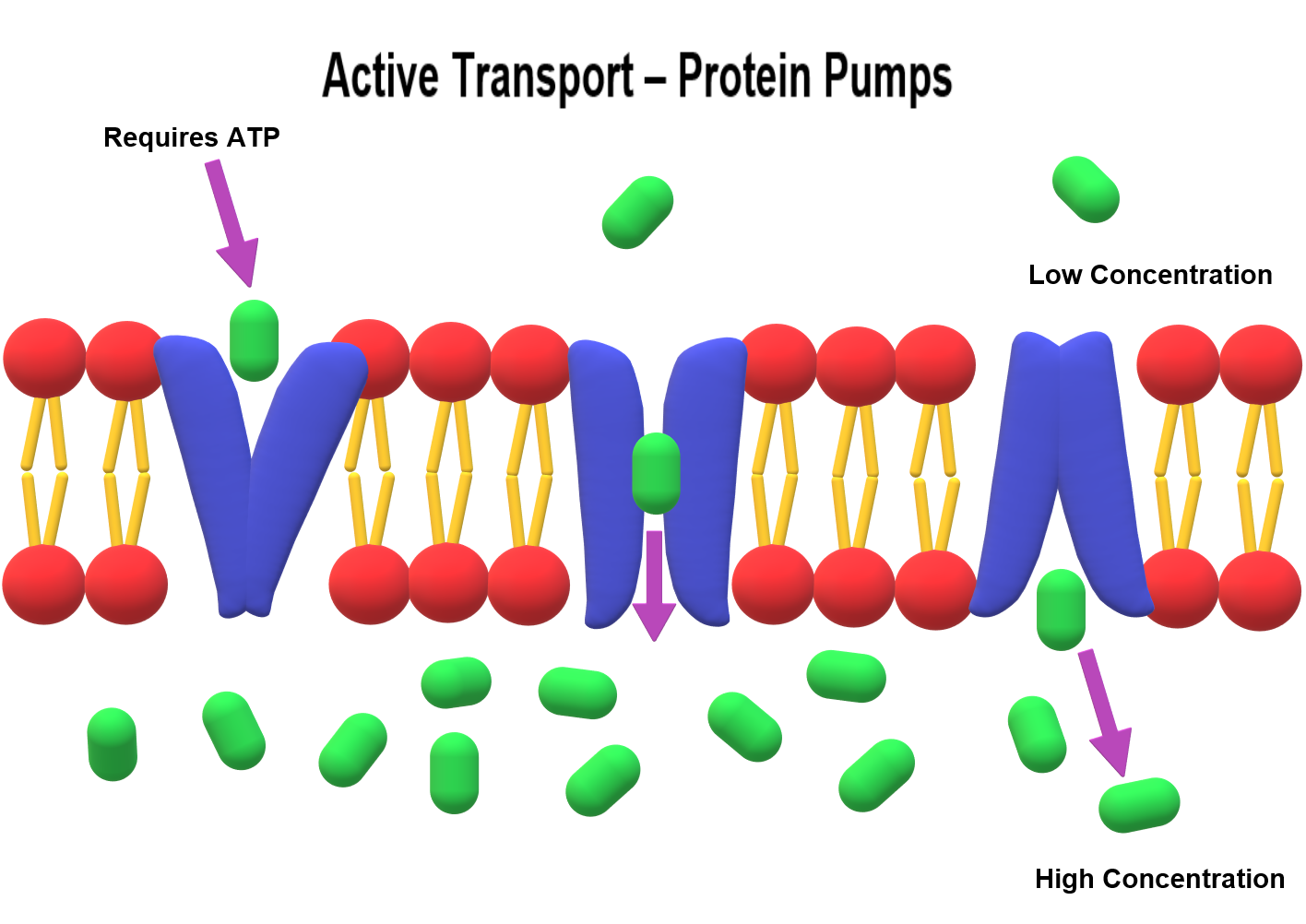
Trasporto attivo

### Trasporto attivo primario
{\displaystyle \mathrm {ATP\rightleftharpoons ADP+P\ inorganico} }
Scissione dell'ATP in ADP e fosfato inorganico
Il trasporto attivo primario è mediato da proteine di membrana trasportatrici di soluti. Si occupa di trasferire molecole contro un gradiente di concentrazione, tramite l'ATP (si verifica quindi una spesa energetica).
Il trasporto attivo primario è in grado di generare un gradiente di concentrazione ed un gradiente elettrico a cavallo della membrana cellulare (come avviene, ad esempio, quando gli ioni vengono trasportati ).
Lo spostamento di un soluto dall'altra parte della membrana, ad opera della proteina di membrana, è strettamente legato alla reazione esoergonica della conversione dell'ATP in ADP e fosfato inorganico..

### Trasporto attivo secondario
Si parla di trasporto attivo secondario quando il trasporto di una molecola (A) contro gradiente è permesso dal gradiente di un'altra molecola (B) precedentemente creato da un trasporto attivo primario. Infatti è necessario che si verifichi prima il trasporto endoergonico (che cioè richiede energia) di B, affinché si accumuli da un lato della membrana. Successivamente si verifica il trasporto esoergonico di B nella direzione del gradiente, creato precedentemente dal trasporto attivo primario. Tale trasporto esoergonico è solitamente accoppiato al trasporto contro gradiente di A. Tale accoppiamento è definito cotrasporto ed è realizzato da proteine intrinseche della membrana cellulare capaci di riconoscere le molecole A e B. Solitamente B è uno ione, sodio o protone, che viene chiamato ione trainante (driver).
Esistono tre tipi di cotrasporto: uniporto, antiporto e simporto.
- L'uniporto, consente il passaggio di un solo ione o molecola in un'unica direzione.
- L'antiporto, consente il passaggio contemporaneo ma in direzioni opposte di due ioni e/o molecole differenti.
- Il simporto, consente il passaggio contemporaneo ma nella stessa direzione di due ioni e/o molecole differenti.

Tra i trasporti secondari figurano:
- Na+/glucosio simporto;
- Na+/amminoacidi simporto;
- Na+/Ca2+ antiporto;
- Na+/H+ antiporto.